# 田辺文雄
田辺 文雄（たなべ ふみお）は作曲家、バンド「PinkSardine」のリーダー・ギタリスト。
PlayStation チョロQシリーズ、闘神伝1海外版〜2以降の楽曲制作とギター演奏など行い、他アーティストのサポート、作曲、編曲などを行う傍ら、PinkSardineでキーボード&コーラスを担当していたSoukoが演奏する二胡と自身の弾くギターで構成されるPinkSardineのスピンオフユニット「睡蓮」でも音楽活動を行なっている。

## 概要
3歳よりピアノを習い、高校時代にギターを始め、すぐに作曲活動を開始。ミューズ音楽院ヴォーカル科に入学。卒業後も他職種で就労しながらライブ活動を続けていた。たまたま手に取った就職情報誌に作曲の文字があり、そこにデモテープ(手弾き)で応募したことがゲーム音楽作家になった経緯。
タムソフト所属時に「闘神伝シリーズ」、「チョロQシリーズ」などのゲームの音楽制作に携わり、E-GAME所属時の「チョロQ ワンダフォー」は効果音を含めたサウンドをすべて一人で制作している。その後もチョロQシリーズのHG2、HG3の全ての作曲と効果音を全て1人で制作。カーラジオはゲーム中の仮想24時間を現実の1時間として3chのラジオ局から、本人とPinkSardineメンバーによる番組なども制作。PinkSardineの楽曲も挿入され、特にゲーム内容に似つかわしくない「爪痕」「BlueSky」などの曲は未だに多くのファンがオリジナルCDなどにより聴いている。
ロックバンド「PinkSardine」のバンドマスターを務めており、他にもサポートギターとしてライブ出演や楽曲提供。2017年2月からはPinkSardineのキーボーディスト&コーラスのSoukoが弾く二胡とギターのユニット「睡蓮」の活動もしている。しかし現在、難治性慢性全身疼痛疾患の線維筋痛症に罹患し治療療養中。

## 携わった作品

### ゲーム
1995年
- 闘神伝S
- スチームギア☆マッシュ
- 闘神伝 海外版
- 闘神伝2

1996年
- チョロQ
- 闘神伝URA
- 闘神伝3

1997年
- チョロQ2
- パズルアリーナ闘神伝

1998年
- チョロQ3
- アバラバーン
- Knight & Baby

1999年
- チョロQ ワンダフォー!

2002年
- チョロQ HG2
- チョロQ HG3

### ディスコグラフィ
- 闘神伝2 ゲーム・サウンドトラック
- チョロQ3 オリジナル・サウンド・コレクション+SE集 Vol.1 爆走編
- チョロQ3 オリジナル・サウンド・コレクション+SE集 Vol.2 激走編
- チョロQワンダフォー! オリジナルサウンドトラック